# Крал на Норвегия
Това е списък на кралете на Норвегия от следните периоди:
- ок. 890 – 1397 – независимо кралство, включително кратки периоди, в които кралете на Норвегия са крале и на Швеция (1319 – 1343) и Дания (1380 – 1387)
- 1397 – 1536 – Калмарска уния с Швеция и Дания
- 1536 – 1814 – Част от Дания
- 1814 – 1905 – в лична уния с Швеция
- 1905 –  – независимо кралство

Между 1536 г. и 1814 г. Норвегия е част от Кралство Дания.

## Крале на Норвегия (ок. 890 – 1397)
Най-ранните дати са приети по традиция и са несигурни
- Харалд I Прекраснокосия: ок. 890 – 930
- Ейрик I Кървавата брадва: 930 – 934
- Хокон I Добрия: 934 – 961
- Харалд II Сивия плащ: 961 – 970
- Хокон Ярл: 970 – 995 (формално васал на Дания)
- Олаф I Трюгвасон: 995 – 1000
- Свейн I Вилобради: 1000 – 1015 (също крал на Дания)
- Свети Олаф II Харалдсон: 1015 – 1028
- Кнут Велики: 1028 – 1035 (също крал на Дания)
- Магнус I Добрия: 1035 – 1047
- Харалд III Хардроде: 1046 – 1066
- Магнус II Харалдсон: 1066 – 1069
- Олаф III Хюре: 1066 – 1093
- Хокон Магнусон: 1093 – 1094
- Магнус III Босоногия: 1093 – 1103
- Олаф Магнусон: 1103 – 1115
- Йойстейн I Магнусон: 1103 – 1123
- Сигурд I Кръстоносеца: 1103 – 1130
- Магнус IV Слепия: 1130 – 1135
- Харалд IV Гиле: 1130 – 1136
  - Сигурд Слембе: 1135 – 1139 (претендент)
- Сигурд II Мун: 1136 – 1155
- Йойстейн II Харалдсон: 1142 – 1157
- Инге I Крокрюг: 1136 – 1161
- Хокон II Хедебрей: 1157 – 1162
- Магнус V Ерлингсон: 1161 – 1184
  - Сигурд Маркусфостре: 1162 – 1163 (претендент)
  - Йойстейн Мейла: 1176 – 1177 (претендент)
- Свере Сигурдсон: 1184 – 1202
  - Йон Кувлунг: 1186 – 1188 (претендент)
  - Сигурд Магнусон: 1193 – 1194 (претендент)
  - Инге Магнусон: 1196 – 1202 (претендент)
- Хокон III Свересон: 1202 – 1204
- Гуторм Сигурдсон: 1204
- Инге II Бордсон: 1204 – 1217
  - Ерлинг Стейнвег: 1204 – 1207 (претендент)
  - Филипус Симонсон: 1207 – 1217 (претендент)
- Хокон IV Хоконсон: 1217 – 1263
  - Скуле Бордсон: 1239 – 1240 (претендент)
- Магнус VI Лагабьоте: 1263 – 1280
- Ейрик II Магнусон: 1280 – 1299
- Хокон V Магнусон: 1299 – 1319
- Магнус VII Ейриксон: 1319 – 1343 (също крал на Швеция)
- Хокон VI Магнусон: 1343 – 1380
- Олаф IV Хоконсон: 1380 – 1387 (също крал на Дания)

## Калмарска уния (1397 – 1536)
- Маргарета I Датска: 1387 – 1412 (също кралица на Дания и Швеция)
- Ейрик III Померански: 1412 – 1442 (също крал на Дания и Швеция)
- Кристоф III: 1442 – 1448 (също крал на Дания и Швеция)
- Карл I Кнутсон Бонде: 1449 – 1450 (също крал на Швеция)
- Кристиан I: 1450 – 1481 (също крал на Дания и Швеция)
- Ханс: 1481 – 1513 (също крал на Дания и Швеция)
- Кристиан II: 1513 – 1523 (също крал на Дания и Швеция)
- Фредерик I: 1523 – 1533 (също крал на Дания)
- Кристиан III: 1534 – 1559 (също крал на Дания)

## Част от Дания (1536 – 1814)
- Фредерик II: 1559 – 1588
- Кристиан IV: 1588 – 1648
- Фредерик III: 1648 – 1670
- Кристиан V: 1670 – 1699
- Фредерик IV: 1699 – 1730
- Кристиан VI: 1730 – 1746
- Фредерик V: 1746 – 1766
- Кристиан VII: 1766 – 1808
- Фредерик VI: 1808 – 1814

## Уния с Швеция (1814 – 1905)
- Карл II: 1814 – 1818 (също крал на Швеция)
- Кристиан Фредерик: 1814 (по-късно крал на Дания)
- Карл III: 1818 – 1844 (също крал на Швеция)
- Оскар I: 1844 – 1859 (също крал на Швеция)
- Карл IV: 1859 – 1872 (също крал на Швеция)
- Оскар II: 1872 – 1905 (също крал на Швеция)

## Крале на Норвегия (след 1905)
- Хокон VII: 1905 – 1957
- Олаф V: 1957 – 1991
- Харалд V[1]: 1991 –